# Tulim
La tulim est une race bovine sud-africaine.

## Origine
Elle est une race récente issue du croisement de touli, une race zébuine avec la limousine, une race européenne. Elle a été créée en Afrique du Sud et elle n'est élevée que dans ce pays.

## Morphologie
Elle porte une robe rouge, comme celle de ses races génitrices. Elle possède la bosse typique des zébus sur son garrot et la musculature développée de la limousine.

## Aptitudes
Elle est exclusivement élevée pour sa viande. 
Elle cumule la faculté d'adaptation de la touli (résistance à la chaleur, aux maladies et accepte tout type de fourrage, même médiocre) avec la conformation de carcasse et la vitesse de croissance des veaux de la limousine.